# Hakan Redzep
Hakan Redzep (født 2. marts 1994) er en dansk fodboldspiller, der spiller for Anagennisi Deryneia.

## Karriere
Hakan Redzep har spillet ungdomsfodbold i KB og F.C. København og var bl.a. anfører for U15-holdet, der vandt KBU pokalfinalen i 2009. Siden skiftede han til FC Nordsjælland i sommeren 2012, og herfra skiftede han i 2014 til Vejle Boldklub på en fri transfer.

### Vejle Boldklub
Hakan Redzep debuterede for Vejle Boldklub i pokalkvartfinalen mod AC Horsens den 15. marts 2014.

### Fremad Amager
Den 28. januar 2016 skiftede Redzep til Fremad Amager. Han var i efteråret 2016 fast mand på holdet, og i december 2016 skrev han under på en forlængelse af kontrakten, således han også spillede for Fremad Amager i forårssæsonen.

### Anagennisi Deryneia
I slutningen af juli 2018 blev det offentliggjort, at Redzep skiftede til den cypriotiske klub Anagennisi Deryneia.